# Biała (fiume)
Biała (in tedesco: Bialka) è un fiume della Polonia meridionale, affluente di destra della Vistola. La sorgente si trova sui Beschidi Slesiani, sui lati dei monti Klimczok, Szyndzielnia e Magura, ad un'altezza di circa 800 metri s.l.m. Le più importanti città e villaggi situati sulle sue rive sono Bystra, Bielsko-Biała e Czechowice-Dziedzice.

## Fiume di confine
Biała è il fiume che separa le terre storiche della Slesia e della Piccola Polonia. Dal 1316 costituì il confine tra il Ducato di Cieszyn, in Slesia, e il Ducato di Oświęcim, divenuto poi Terre della Corona del Regno di Polonia e di Boemia (dal 1742 conosciuta come Slesia austriaca). Dopo la prima guerra mondiale e la guerra polacco-cecoslovacca del 1919, il fiume separò la parte polacca della Slesia di Cieszyn, nel Voivodato della Slesia, dalla Piccola Polonia nel Voivodato di Cracovia.